# 自由ケ丘高等学校
自由ケ丘高等学校（じゆうがおかこうとうがっこう）は、福岡県北九州市八幡西区自由ヶ丘にある私立高等学校。
旧九州共立大学八幡西高等学校（男子校）と旧九州女子大学附属高等学校（女子校）を統合し、2002年（平成14年）に開校した。学校法人福原学園が運営。
なお、自由ケ丘の「ケ」はカタカナ全角の『ケ』を使う。

## 沿革

### 旧高等学校時代（1947年～2001年）
- 1947年4月 - 財団法人福原学園創立。福原高等学院（本科・研究科・師範科・速成科）開校。
- 1948年3月 - 財団法人福原学園設立認可。
- 1950年
  - 4月 - 福原高等学院を廃止し、新学制に基づく福原高等学校開校。
  - 6月 - 玄海洋裁専門学校を開校。
- 1951年
  - 3月 - 財団法人福原学園を学校法人福原学園に組織変更。
  - 4月 - 福原高等学校に男子部普通科を新設。
- 1954年4月 - 福原高等学校に商業科を新設。福原女学院を開校。
- 1955年11月 - 福原高等学校を八幡西高等学校に、福原女学院を八幡女子専門学校に改称。
- 1958年4月 - 八幡西高等学校に工業科（機械科・電気科）を新設。
- 1959年
  - 月不明 - 八幡西高等学校男子部（普通科・商業科・工業科＜機械・電気＞）と女子部（普通科・商業科・家庭科）に分離。
  - 9月 - 八幡女子専門学校を廃止。
- 1961年4月 - 八幡西高等学校女子部を八幡女子高等学校に分離独立。
- 1962年4月 - 八幡女子高等学校を九州女子大学附属高等学校に校名変更。
- 1964年3月 - 玄海洋裁専門学校を廃止。
- 1965年
  - 月不明- 八幡西高等学校電気科に電気コース・電子コースを新設。工業科に土木建築科を新設。
  - 4月 - 八幡西高等学校工業科を機械科・自動車科・電気科に分離。
- 1966年
  - 4月 - 八幡西高等学校を九州共立大学八幡西高等学校に校名変更。
  - 11月 - 八幡西高等学校自動車科の実習施設として自動車教習所を開校。
- 1967年
  - 9月 - 学園に法人事務局を設置。
  - 11月 - 学園創立20周年記念式典を挙行。
- 1970年
  - 月不明 - 九州共立大学八幡西高等学校が土木・建築科を閉科。
  - 5月 - 自動車教習所が県公安委員会の指定を受ける。
- 1974年月不明 - 九州共立大学八幡西高等学校が普通科に特進学級を設置。
- 1975年4月 - 九州女子大学附属高等学校に衛生看護科を新設。
- 1977年月不明 - 九州共立大学八幡西高等学校自動車科に普通小型自動車分離整備事業（第一種認証工場）認可。
- 1978年4月 - 九州女子大学附属高等学校衛生看護科に衛生看護専攻科を新設。
- 1979年月不明 - 九州共立大学八幡西高等学校自動車科に第一種自動車整備士養成施設認可。
- 1989年月不明 - 九州女子大学附属高等学校普通科に特進コース・普通コースを設置。
- 1991年4月 - 財団法人自由ケ丘教育振興財団を設立。
- 1992年4月 - 九州女子大学附属高等学校家庭科を生活文化科に改称し、生活デザインコース・食物文化コースを設置。
- 1995年月不明 -九州共立大学八幡西高等学校商業科・機械科・電気科の募集を停止し、普通科(特進コース・国際コース・進学コース・<情報クラス>・体育コース・自動車科に改編。
- 1996年9月 - 九州女子大学附属高等学校が自由ケ丘高等学校の校舎となる耕文館に移転。
- 1997年3月 - 九州共立大学八幡西高等学校が商業科・機械科・電気科を廃科。
- 1999年9月 - 新高校開校に向けて、高校統合準備委員会を設置。
- 2000年
  - 7月 - 新高等学校設置の第一次申請を行う。
  - 9月 - 新高等学校設置の第二次申請を行う。
  - 12月 - 新高等学校設置の許可を受ける。

### 「自由ケ丘」時代（2002年～）
- 2002年3月 - 九州共立大学八幡西高等学校と九州女子大学附属高等学校を統合し自由ケ丘高等学校（男女共学）開校。学科等は普通科（特別進学コース・進学コース・体育コース・情報コース）、自動車科、生活文化科（生活デザインコース・食物文化コース）、看護科と看護専攻科（5年一貫教育による改称）の4科8コースとなった。
- 2003年月不明 - 普通科特別進学コースにスーパー特進クラスを設置。
- 2004年
  - 月不明 - 普通科進学コースにアドバンス進学クラスを設置。
  - 4月 - 自動車教習所を学園から分離し、株式会社自由ケ丘を設立。
- 2005年月不明 - 生活文化科・自動車科の募集を停止し、普通科に栄養健康進学コースを設置。
- 2006年月不明 - 普通科進学コースアドバンス進学クラスの募集を停止し、普通科特進コース特進アドバンスクラスを設置。
- 2007年
  - 月不明- 普通科栄養健康進学コース募集停止。
  - 3月 - 生活文化科と自動車科を廃科。
  - 11月 - 学園創立60周年記念式典を挙行。
- 2010年月不明 - 普通科体育コース・情報コース・看護科募集停止。
- 2011年月不明 - 平成23年度入学生より普通科特進コース(スーパー特進クラス・特進Ⅰ類クラス・特進Ⅱ類クラス)、特進アドバンスコースに改組。
- 2014年
  - 月不明 - 普通科特進アドバンスコースを普通科アドバンスコースに改称。構成は[普通科{特別進学コース(スーパー特進クラス・特進1類クラス・特進2類クラス)・アドバンスコース}]となる。
  - 3月 - 看護科、看護専攻科を廃科。
- 2022年
  - 月不明 - 普通科特別進学コースにおいて、特進1類クラス・特進2類クラスを特進クラスに改組。また、普通科アドバンスコースを進学コースに名称変更し、進学クラスを設置。構成は[普通科{特別進学コース(スーパー特進クラス・特進クラス)}{進学コース(進学クラス)}]となった。

## 学校紹介

### 学是
自律処行
- 自分を厳しく律すると共に、心豊かに他人を思いやり事を成す。

### 校訓
規律　勤労　礼儀
- 規律ある生活態度を身につけ、勤労精神を体得し、礼儀を重んじる人間の育成を目標とする。

### 教育方針
- 人間開発
- 学力開発

### 設置学科・コース
- 普通科
  - 特別進学コース（週35単位)
    - スーパー特進クラス-難関国立大学や難関私立大学を目指す精鋭クラス
    - 特進クラス-スーパー特進クラスと同様のカリキュラムで国公立大学や難関私立大学を目指す受験対策クラス

  - 進学コース（週32単位）
    - 進学クラス-大学進学をはじめ幅広い進路選択が可能なクラス

### 奨学金制度・優遇制度
- 奨学金制度
  - 学力特待生制度
  - 内部昇格学力特待生制度
  - 予備校受講料給付制度
  - 難関国立大学特別奨学金制度
- 優遇制度
  - 自由ケ丘高等学校から系列校である九州共立大学、九州女子大学、九州女子短期大学への進学を希望する場合、学費を削減できる系列校特別推薦入試制度がある。

## 部活動
インターハイ出場と国公立大学合格の両方を達成する「真の文武両道」を目指している。どのコース・クラスの生徒も部活動に参加することが出来る。学校全体で800名を超える生徒が部活動に参加している。
- 陸上競技部
  - 2017年現在インターハイに38年連続出場中（九州共立大学八幡西高等学校時代から）
  - 2015年(平成27年)インターハイ　女子砲丸投第8位
  - 2016年(平成28年)インターハイ　出場
  - 2017年(平成29年)インターハイ　出場
- 駅伝部
  - 2016年(平成28年)福岡県高等学校総合体育大会駅伝競走大会　男子準優勝
  - 2017年(平成29年)福岡県高等学校総合体育大会駅伝競走大会　男子準優勝
- 体操競技部
  - 2017年現在インターハイに4年連続出場中
  - 2016年(平成28年)インターハイ　団体8位入賞・種目別第7位
  - 2017年(平成29年)インターハイ　出場
- 硬式野球部
  - 2010年(平成22年)春（第82回）出場
  - 2013年(平成25年)夏（第95回）出場
- バドミントン部
  - 2016年(平成28年)インターハイ　個人シングルス出場
  - 2017年(平成29年)インターハイ　個人シングルス・個人ダブルス・団体出場
- 弓道部
  - 2016年(平成28年)インターハイ　個人出場
- レスリング部
  - 2016年(平成28年)インターハイ　52kg級出場
- 生物部
  - 2012年(平成24年)日本農芸化学会主催高校生パネル発表会　全国大会　銀賞受賞・九州高等学校理科教育研究会主催高校生生物研究発表会　優秀賞受賞
  - 2016年(平成28年)日本学生科学賞　福岡県審査会　最優秀賞
- チアリーディング部
  - 2016年(平成28年)チアリーディング＆ダンス選手権大会　ナショナルズ（全国選手権大会）ベストインプレッション賞受賞
  - 2018年(平成30年)チアリーディング＆ダンス選手権大会　ナショナルズ（全国選手権大会）出場予定
- ソフトボール部
  - 2017年(平成29年)第35回全国高等学校男子ソフトボール選抜大会出場
- 女子バレーボール部
  - 2017年(平成29年)マドンナカップ　ビーチバレージャパン出場
- インターアクトクラブ
- 情報処理部
  - 2023年(令和5年)文部科学省後援日本情報処理検定協会主催第14回文書デザインコンテスト 審査員特別賞 受賞
  - 2024年(令和6年)文部科学省後援日本情報処理検定協会主催第15回文書デザインコンテスト 優秀賞 受賞

## 施設

### 校舎棟（耕文館）
- 1996年に新設。当時は九州女子大学附属高等学校が校舎として扱っていた。
- 鉄筋コンクリート7階建。全室冷暖房完備で、エレベーター9基を備えている。
- 校舎棟の6階と体育館の1階が連絡通路でつながっている。
  - A棟（生徒昇降口・職員室）
    - 2階-生徒昇降口
    - 3階-職員室

  - B棟（普通教室棟）
    - 2階-事務室・女子保健室・校長室・事務室・用務員室・応接室・教育相談室・会議室
    - 3階-進路資料室・売店・放送室・多目的室（60名～90名収容可能）
    - 4階-食堂への連絡通路・普通教室
    - 5～6階-普通教室
    - ７階-普通教室・学習室・同窓会「福峰会」事務局

  - C棟（特別教室棟・吹き抜けエリア）
    - 3階-大教室（200名収容可能）・情報処理教室・大会議室・生徒会室
    - 4階-図書室（2016年現在、約59000冊の蔵書）・物理実験室・英会話教室（2教室）・情報処理教室
    - 5階-音楽教室（50名収容可能な教室が2部屋、個人レッスン室6室）・生物実験室・化学実験室・情報処理教室
    - 6階-調理実習室（2教室）・視聴覚教室（200名収容可能）・被服実習室・和作法室
    - 7階-美術教室・書道教室・吹奏楽部部室

  - D棟（普通教室棟）
    - 2階-男子保健室・普通教室
    - 3～7階-普通教室

### 体育館（武耕館）
- 鉄筋コンクリート5階建。エレベーター1基を備えている。3500人収容可能。
  - 1階-剣道場（衝撃吸収床2面完備）・柔道場（衝撃吸収畳2面完備）・アリーナ1（ダンス場）・トレーニングルーム
  - 2階-運動部の部室
  - 3階-アリーナ3（メインアリーナ・衝撃吸収床完備）
    - バスケットコート3面（バレーコート4面・バドミントンコート12面）の広さがあり、中体連・高体連の公式試合等も行われる

  - 4階-150mの全天候型ウレタン走路（2レーン）
  - 5階-放送室

### 食堂
- 校舎棟（耕文館）B棟4階から連絡通路でつながっている。
- 400名収容可能
- 校舎棟（耕文館）とは別に、売店がある。

### グラウンド
- 400mトラック。フィールド内はサッカー・ラグビーの公式試合も行われる。
- 夜間照明完備

### 野球場
- 2014年に新設
- 内野は黒土でセンター122m・両翼100mで同心円状に左中間・右中間は膨らんでいる
- 夜間照明完備

## 学校行事
3学期制をとる
1学期
- 4月-入学式、対面式、宿泊研修（1年生）、遠足（2・3年生）
- 5月-中間考査
- 6月-文化祭「朱雀祭」、水泳実習（1年生）、期末考査
- 7月-オープンスクール、夏期課外授業
- 8月-オープンスクール、夏期課外授業

2学期
- 9月-体育祭
- 10月-生徒会役員改選、中間考査、折尾の街クリーン作戦（1・2年生）、オープンスクール
- 11月-創立記念日、オープンスクール、期末考査
- 12月-マラソン大会（1・2年生）、冬期課外授業

3学期
- 1月-大学入学共通テスト（3年生）、卒業考査（3年生）
- 2月-修学旅行（1年生）、賞状伝達式、同窓会入会式（3年生）
- 3月-卒業証書授与式（3年生）、学年末考査（1・2年生）・春期課外授業・新入生実力テスト（新1年生）

## アクセス
- 九州旅客鉄道（JR九州）折尾駅徒歩10分
- 北九州市営バス九州女子大前バス停すぐ

## 出身有名人
- 肥川葉子 - 水泳選手（1992年バルセロナ五輪100m背泳ぎ8位入賞・400mメドレーリレー7位入賞）
- イ・チャンハ - 水泳選手（1992年バルセロナ五輪、1996年アトランタ五輪出場）
- 山下浩宜 - 元プロ野球選手（読売ジャイアンツ）
- 小島昌也 - 元プロ野球選手（オリックス・ブルーウェーブ→東北楽天ゴールデンイーグルス→オリックス・バファローズ）※故人
- 川面剛 - 元プロバスケットボール選手（ライジング福岡キャプテン）：1993年卒業
- 間下隼人 - プロレスラー（リアルジャパンプロレス）
- 野口安忠 - 砲丸投元日本記録保持者
- 阪本彩 - ボウリング（現日本女子ボウリング機構プロボウラー、DHCツアー2013優勝、高校2年時アジア高校選手権金メダル）
- 和田翔吾 - ボウリング（現全日本ナショナルチームメンバー、2010年世界選手権出場、2010年広州アジア大会銀メダル、2014年仁川アジア大会金メダル）：2008年卒業、現和歌山県職員をしボウリング選手としても活躍中。
- 高鶴淳一 - 陶芸家。作風＝古上野焼・茶陶器。
- 武田健吾 - プロ野球選手（オリックス・バファローズ→中日ドラゴンズ）
- 福地元春 - プロ野球選手（横浜DeNAベイスターズ）
- 久保拓眞 - プロ野球選手（東京ヤクルトスワローズ）
- 尾崎里紗 - タレント（スターダストプロモーション）、元日本テレビアナウンサー
- 樽美酒研二 - 歌手（ゴールデンボンバー）
- 酒井菜摘 - 看護師、衆議院議員、前東京都江東区議会議員

## 関連校
- 九州共立大学
- 九州女子大学
- 九州女子短期大学
- 九州女子大学附属自由ヶ丘幼稚園
- 九州女子大学附属折尾幼稚園
- 九州女子大学附属鞍手幼稚園